# آسیاب‌بادی‌های شماره ۲ برآباد
آسیاب‌بادی‌های شماره ۲ برآباد مربوط به دوره قاجار است و در شهرستان خواف، جنب مدرسه برآباد واقع شده و این اثر با شمارهٔ ثبت نامشخص به‌عنوان یکی از آثار ملی ایران به ثبت رسیده‌است.